# Vivar del Cid
Vivar, o Vivar del Cid, è una località spagnola appartenente al comune di Quintanilla Vivar, situata a 7 chilometri da Burgos. Possiede una popolazione di circa 340 abitanti.
La tradizione afferma che in questo villaggio nacque El Cid, sebbene non ci siano documentazioni a dimostrarlo. Il primo collegamento di Rodrigo Díaz con Vivar (a cui è stato aggiunto "del Cid" per rafforzare questa affermazione) appare in Poema del mio Cid, composto intorno al 1200.
Durante il mese di luglio vengono celebrate le "Giornate Medievali" (Jornadas Medievales), i cui eventi ruotano attorno alla figura di El Cid.